# Марина (Сан Франциско)
Вижте пояснителната страница за други значения на Марина.
Марина или Яхт-клуб (Marina или Marina District) е квартал в град-окръг Сан Франциско, щата Калифорния, САЩ. Кварталът достига на изток до Ван Нес авеню на запад до Lyon Street, на юг до улица „Филбърт“ (Filbert St.).
Пощенски код:94123. Население (2000): 22903 души. Територия:2,6 км2

## Известни личности
- Джо Димаджио
- Анна Никол Смит